# Hope Is a Dangerous Thing for a Woman Like Me to Have – but I Have It
«hope is a dangerous thing for a woman like me to have – but i have it» (с англ. — «надежда опасна для такой женщины, как я, — но она у меня есть») — песня американской певицы Ланы Дель Рей с шестого альбома Norman Fucking Rockwell!, написанная в соавторстве с продюсером Джеком Антонофф. Была издана как третий сингл с диска 9 января 2019 года.

## Предыстория

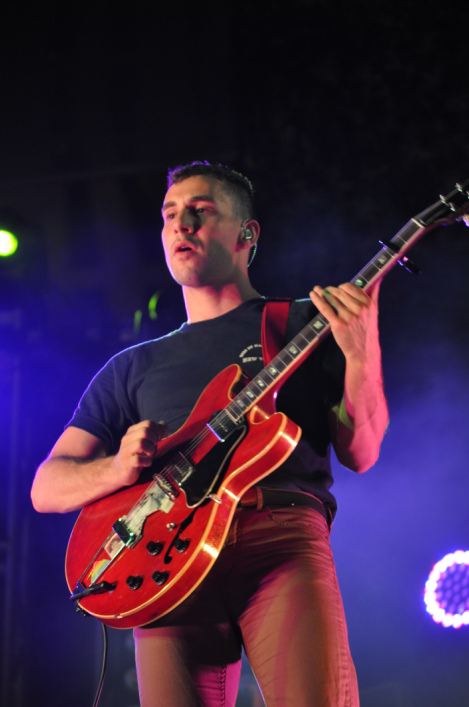
Джек Антонофф, соавтор и сопродюсер композиции

Спустя несколько дней после выпуска «Venice Bitch», Зейн Лоу с радио Beats 1 взял у Дель Рей интервью, в котором спросил исполнительницу о планах в музыке до конца года, на что та ответила: «Я хотела выпустить одну композицию в октябре, но не знаю, будет ли это иметь смысл. Это очень личная, не весёлая, а серьёзная, носящая глубокий смысл песня». Первоначально композиция была названа именем американской поэтессы и писательницы Сильвии Плат — «Sylvia Plath» — и 25 октября 2018 года Дель Рей опубликовала отрывок трека в Instagram. В журнале Billboard отметили «меланхоличность» песни, а в The Fader её охарактеризовали как «спокойную и мрачную» композицию. Тогда же исполнительница поделилась парой строчек трека, и в первой («I was reading Slim Aarons») упоминался фотограф Слим Ааронс, который был известен съёмками «красивой жизни» высшего общества, светских персон, кинозвёзд и других знаменитостей. В начале декабря в британском MTV опубликовали предположительную дату выпуска Norman Fucking Rockwell! — 29 марта 2019 года, а в Elle поделились информацией, что «Sylvia Plath» — следующий сингл в его поддержку. 
1 января 2019 года Дель Рей объявила о планах выпустить «Sylvia Plath» через неделю, 9 января, однако под новым названием — «hope is a dangerous thing for a woman like me to have – but i have it», дополнительно сообщив, что работа над альбомом завершена. Редактор Майк Найд с сайта Idolator в шутку отметил длинное название трека: «Никто не называет свои работы лучше, чем Лана Дель Рей». Позднее было объявлено о премьере песни в программе ведущей Энни Мак на радио BBC Radio 1.

## Реакция критиков
Робин Мюррей из журнала Clash назвал песню «необычайной, берущей за душу», а также отметил сочетание звучаний пианино и вокала, которое, по его мнению, «может легко стать одним из самых честных и искусных исполнений Дель Рей на сегодняшний день. <…> Между рассказами вроде «Я обслуживала Бога и подливала ему кофе из сгоревшего кофейника», в песне упоминается Сильвия Плат, и Лана поёт: „…Писала кровью на твоих стенах, / Потому что ты не видишь чернил из моей ручки в моём блокноте“».

## Список композиций
| №  | Название                                                                | Автор(ы)                     | Продюсер(ы) | Длительность |
| -- | ----------------------------------------------------------------------- | ---------------------------- | ----------- | ------------ |
| 1. | «hope is a dangerous thing for a woman like me to have – but i have it» | Лана Дель Рей, Джек Антонофф | Антонофф    | 5:24         |

## Участники записи
Данные адаптированы с сайта Tidal.
- Лана Дель Рей — вокал, автор песни, продюсер
- Джек Антонофф — автор песни, продюсер, пианино
- Лора Сиск — сведение